# Aldeamayor de San Martín (kommunhuvudort)
Aldeamayor de San Martín är en kommunhuvudort i Spanien.   Den ligger i provinsen Provincia de Valladolid och regionen Kastilien och Leon, i den centrala delen av landet, 140 km nordväst om huvudstaden Madrid. Aldeamayor de San Martín ligger 708 meter över havet och antalet invånare är 1 932.
Terrängen runt Aldeamayor de San Martín är huvudsakligen platt, men åt nordost är den kuperad.Runt Aldeamayor de San Martín är det ganska glesbefolkat, med 30 invånare per kvadratkilometer. Närmaste större samhälle är Valladolid, 17,3 km norr om Aldeamayor de San Martín. Omgivningarna runt Aldeamayor de San Martín är i huvudsak ett öppet busklandskap.